# Myrmecia gulosa
Myrmecia gulosa är en myrart som först beskrevs av Fabricius 1775.  Myrmecia gulosa ingår i släktet bulldoggsmyror, och familjen myror. Inga underarter finns listade i Catalogue of Life.

## Bildgalleri

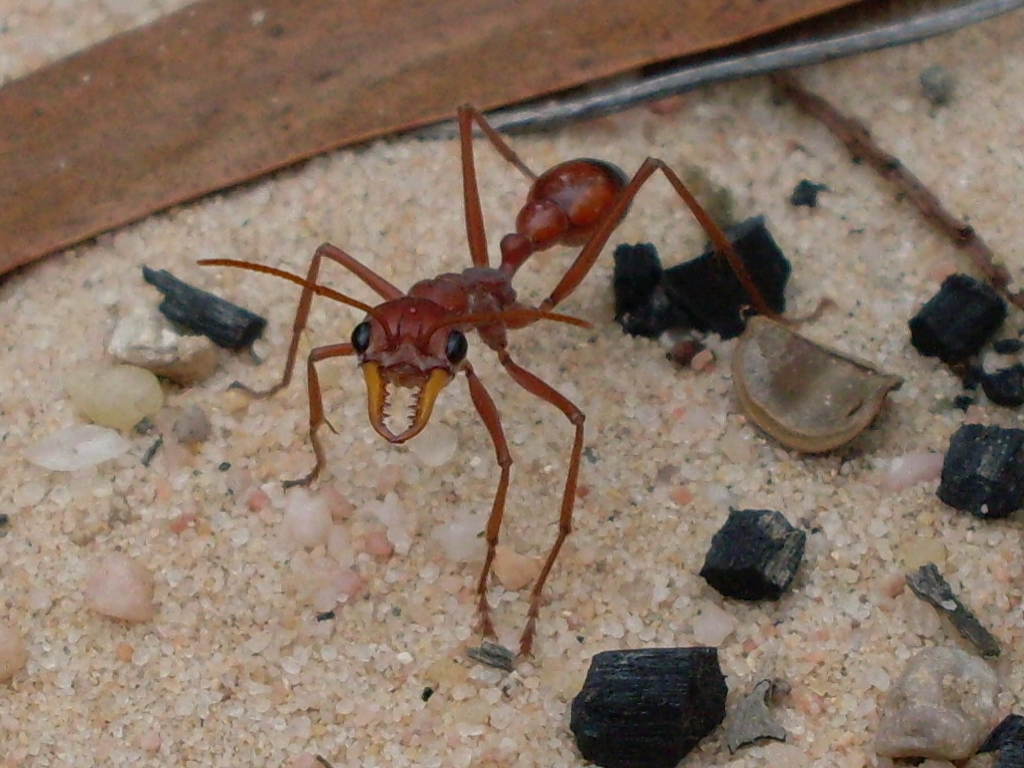
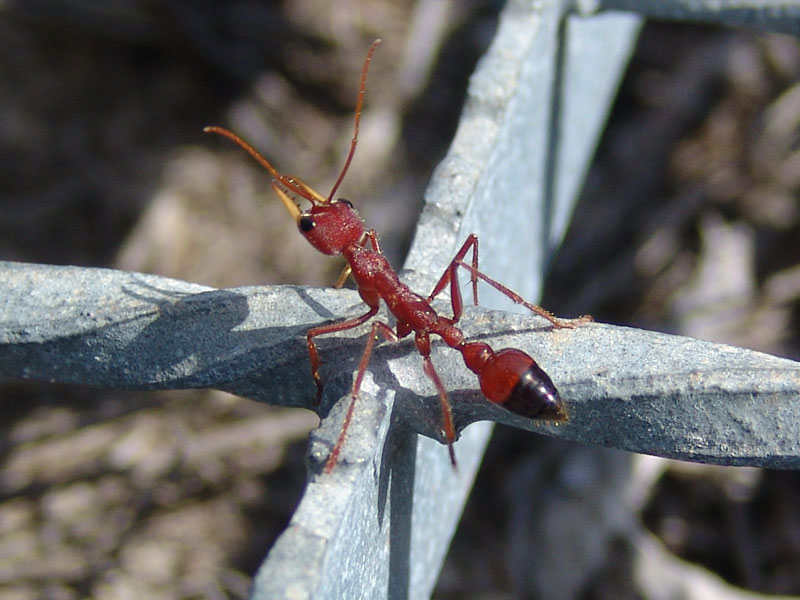
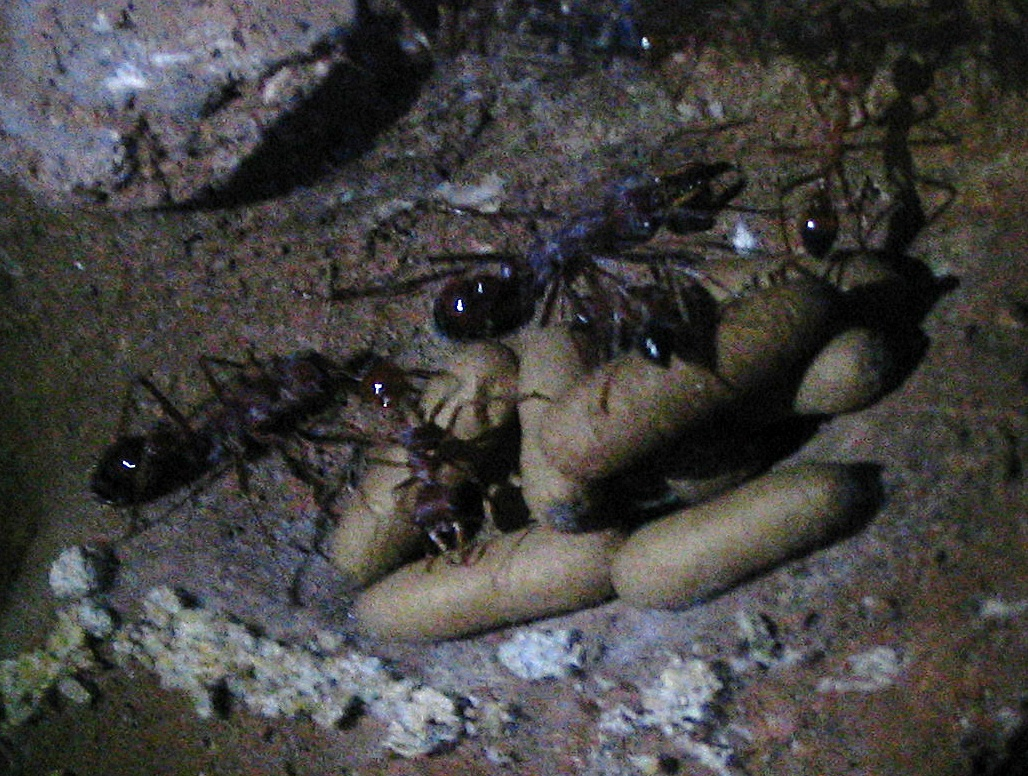
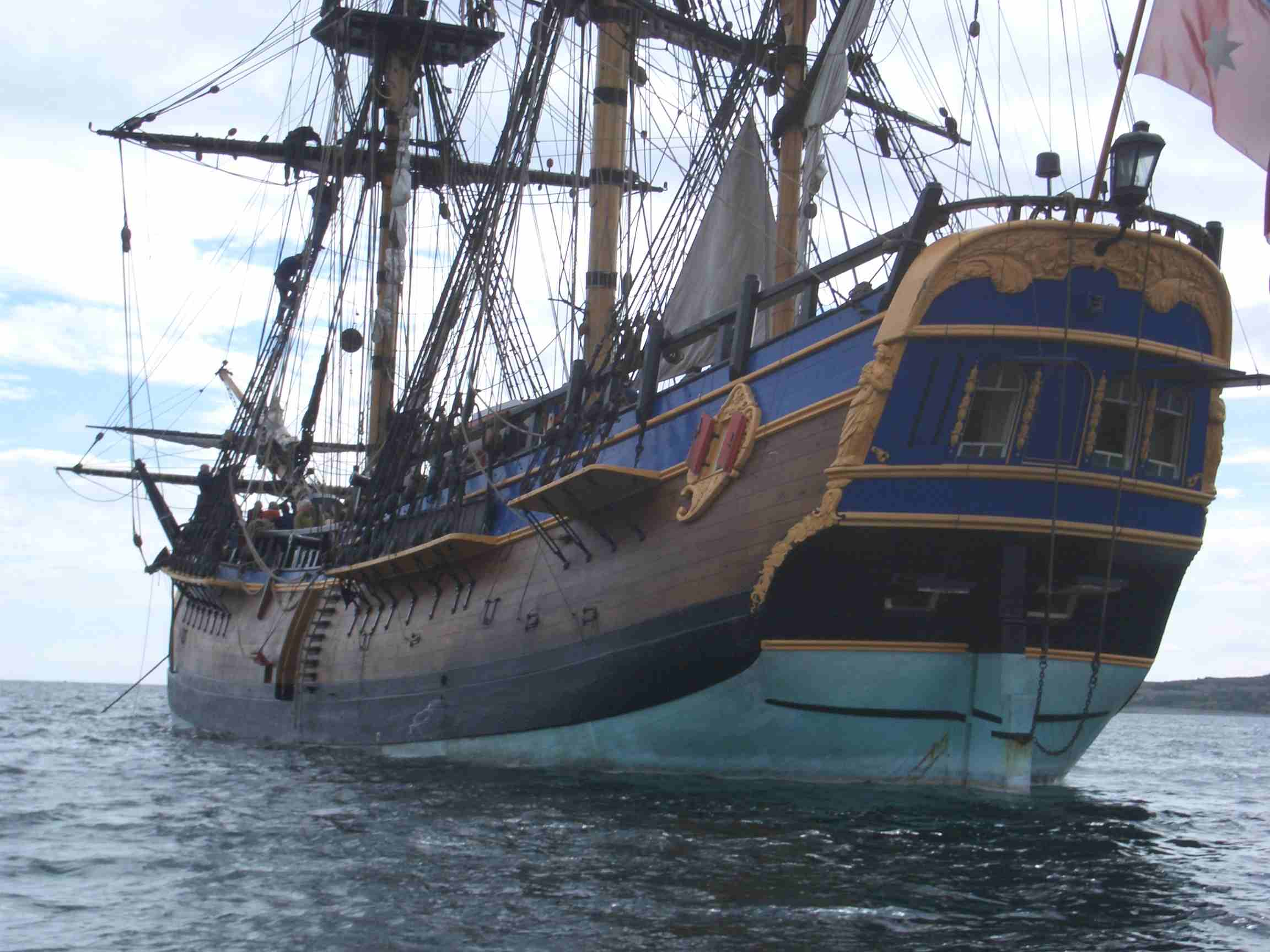